# Platypalpus flammifer
Platypalpus flammifer är en tvåvingeart som beskrevs av Axel Leonard Melander 1924. Platypalpus flammifer ingår i släktet Platypalpus och familjen puckeldansflugor. Inga underarter finns listade i Catalogue of Life.